# Inverkip
Inverkip – miejscowość w Wielkiej Brytanii, w hrabstwie Inverclyde. W roku 2001 Inverkip zamieszkiwało 1598 osób..